# 고양이 소녀 (영화)
"고양이 소녀"는 2013년에 개봉한 대한민국의 영화이다.

## 캐스팅
- 이수완 : 준 역
- 히로사와 소우 : 야옹녀 역
- 신유주 : 현주 역
- 임태상 : 필호 역
- 김재록 : 감독 역
- 이규형 : 민혁 역
- 백재호 : 시황 역
- 김준범 : 중년남 역
- 김민성 : 직원 역
- 심휘 : 중년녀 역
- 구자준 : 침대남 역
- 박재웅 : 재웅 역 (우정출연)